# کوه سفید (محلات)
کوه سفید روستایی در دهستان باقرآباد بخش مرکزی شهرستان محلات استان مرکزی ایران است.

## زبان
زبان کوه سفید محلات فارسی با لهجه محلی است که در گذشته به لری صحبت می کردند اما امروزه حتی افراد مسن نیز لری را به خاطر نمی آورند. لهجه محلی کوه سفید محلات تاثیر بسزایی از زبان لری داشته است.

## جمعیت
بر پایه سرشماری عمومی نفوس و مسکن در سال ۱۳۹۵ جمعیت این روستا ۱۲۳ نفر (۴۲خانوار) بوده‌است.